# XTI TriFan 600
XTI TriFan 600 – projekt amerykańskiego samolotu pionowego startu i lądowania firmy XTI Aircraft Company.

## Historia
Firma XTI Aircraft prowadzi prace, której celem ma być budowa maszyny o cechach VTOL, zdolnej do przewozu pięciu pasażerów oraz pilota, napędzanej silnikami elektrycznymi. Samolot ma być certyfikowany do lotu z jednoosobową załogą. W ramach prowadzonych prac, zbudowano model samolotu o wymiarach około 65% docelowej konstrukcji. W pierwszej połowie 2019 roku model poddano serii testów, podczas których przebadano działanie silników, baterii elektrycznych, otunelowanych śmigieł silników, awioniki, systemów kontroli lotu. Ostateczna, pełnowymiarowa wersja maszyny ma być wyposażona w silnik General Electric Catalyst wytwórni GE Aviation. O wyborze jednostki napędowej i nawiązaniu współpracy z GE Aviation, XTI Aircraf poinformowała w drugiej połowie lipca 2019 roku. Silniki Catalyst ma pełnić funkcję generatora elektrycznego, ładującego baterię i zasilającego silniki elektryczne, które będą z kolei napędzać otunelowane śmigła. Do 2019 roku producentowi udało się zgromadzić zamówienia na 80 maszyn. Wstępne plany zakłada rozpoczęcie dostaw w 2023 roku.
W 2022 roku doszło do rearanżacji planów rozwoju samolotu, opóźniając je o trzy lata. Przesunięto termin rozpoczęcia dostaw na 2027 roku. Zmieniono koncepcje napędową konstrukcji. W pierwszej kolejności wykorzystane zostaną klasyczne silniki turbinowe pracujące na paliwie zrównoważonym, co wymaga opracowania od podstaw nowej, turbinowej wersji. Dopiero od około 2029 roku samolot wyposażony zostanie w jednostki elektryczne lub hybrydowo-elektryczne. 
W trakcie prac, zmodyfikowano konstrukcje maszyny. Przyjęto układ usterzenie w kształcie litery T, dodano winglety. Samolot ma być wyposażony w trzy otunelowane wentylatory, dwa na skrzydłach i jeden na końcu kadłuba. Skrzydłowe wentylatory mają mieć możliwość zmiany swojego położenia, dzięki czemu maszyna będzie zdolna do realizacji operacji startów i lądowań w trybie VTOL i lotu poziomego. Producent przewiduje wyposażenie w cyfrowy system sterowania. W konfiguracji VTOL, samolot będzie w stanie przyjąć na pokład do pięciu pasażerów i wykonać lot na dystansie 1111 km. Standardowa konfiguracja ma pozwolić na zabranie pilota, sześciu pasażerów i lot na dystansie 1389 km. Maksymalnie samolot będzie zdolny do lotu z dziewięcioma pasażerami.